# Thomas Breckenridge
Thomas Breckenridge (ur. 26 lutego 1865 w Edynburgu, zm. 3 maja 1898 tamże) – szkocki piłkarz występujący na pozycji napastnika.
W reprezentacji Szkocji wystąpił jeden raz, 24 marca 1888 w wygranym 10:2 meczu British Home Championship z Irlandią i strzelił wówczas gola.